# فرانكو ميدينا
فرانكو ميدينا (بالإسبانية: Franco Medina)‏ هو لاعب كرة قدم بيروفي، ولد في 18 يوليو 1999 في ليما في بيرو. لعب مع أليانزا ليما.

## وصلات خارجية
- فرانكو ميدينا على موقع قاعدة بيانات كرة القدم.إي يو (الإنجليزية)
- فرانكو ميدينا على موقع Soccerway.com (الإنجليزية)